# Even-Yéhouda
Éven-Yéhouda (אבן יהודה — la Pierre de Yéhouda) est une municipalité israélienne fondée en 1934. Elle est située sur la côte méditerranéenne. Elle compte 14 298 habitants en 2022.

## Situation
Éven-Yéhouda borde les moshavim Kfar-Netter et Beït-Yéhoshoua, ainsi que le kibboutz Tel Yitzhak.

## Le nom
L'histoire rapporte qu'Itamar Ben-Avi (« AVI » : initiales d’Éliézer Ben-Yéhuda), fils d'Éliézer Ben-Yehoudah et convié le jour de la pose de la première pierre d'Éven-Yéhouda, s'exprima ainsi lors de son discours : « En chemin jusqu'ici, ma voiture s'est embourbée dans les sables et nous n'avons trouvé aucune pierre aux alentours qui aurait pu nous aider. Vous vouliez baptiser votre implantation en souvenir de mon père, et pour cela je vous en donne la première pierre : « É. Ben-Yéhouda » qui peut se lire également en hébreu Éven-Yéhouda. Et ainsi fut fait ».

## Aujourd'hui
La ville compte aujourd'hui 3 400 familles.
Éven-Yéhouda dispose d'un collège et d'un lycée financé par des fonds juifs américains et desservant les villes comprises entre Éven-Yéhouda et Kfar-Shmariyahou.
Éven-Yéhouda cumule les activités industrielles et agricoles.